# SEAT Fura
El SEAT Fura (también denominado 127 Fura) es un automóvil del segmento B que fue producido bajo licencia Fiat (inicialmente) por el fabricante español SEAT en la Zona Franca de Barcelona, entre 1981 y 1986. La aparición del SEAT Ibiza en su mismo segmento comercial fue la razón de que este modelo se dejase de fabricar, pues se trataba tan sólo de cubrir un lugar en el mercado con un vehículo superior al ya obsoleto SEAT 127 hasta la aparición de su sustituto.

## Historia

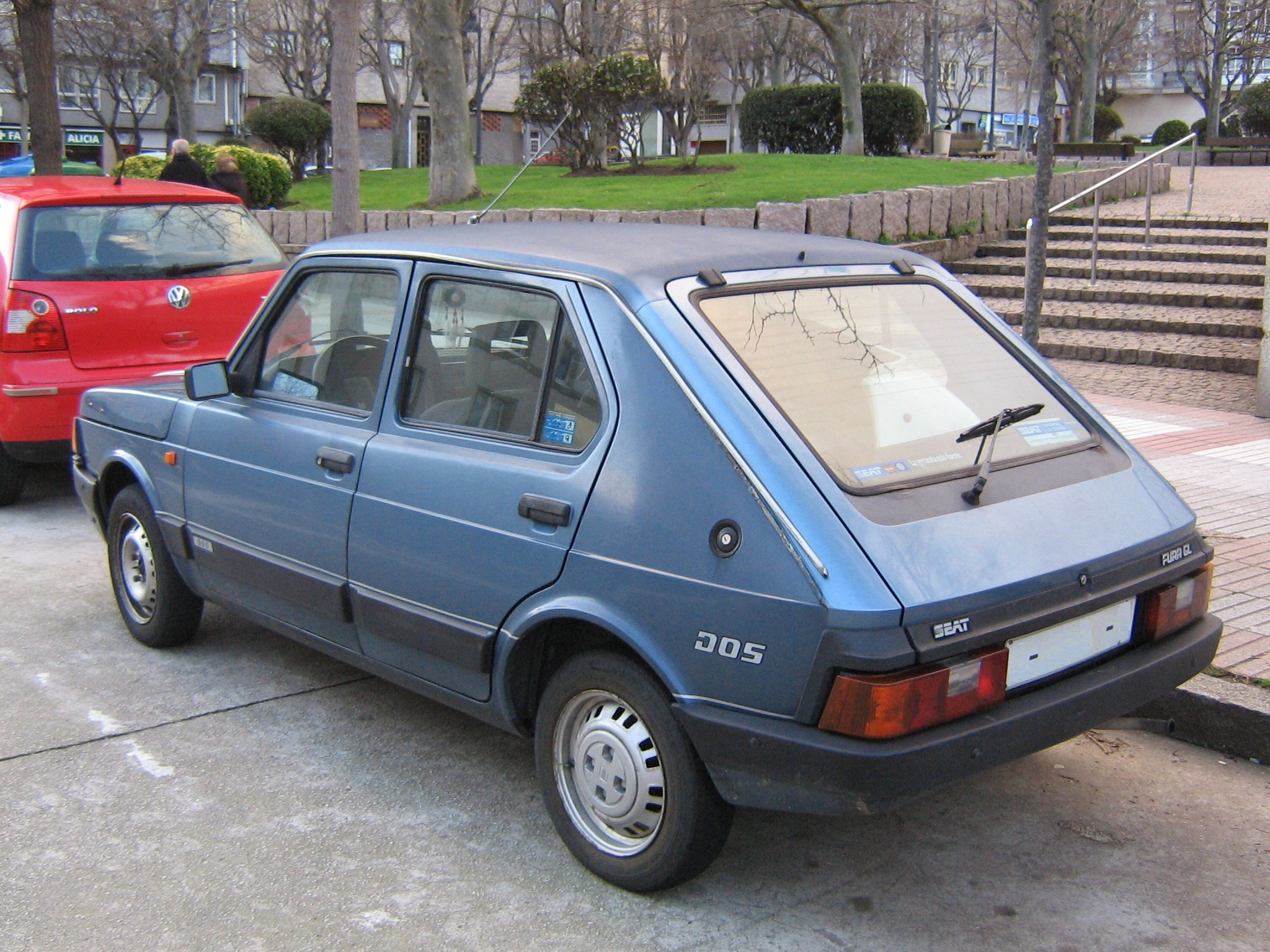
Imagen tres cuartos/trasera del SEAT Fura Dos 900/GL 5 Puertas.

El SEAT Fura (modelo 025) estaba basado en la tercera y última serie del Fiat 127, del cual heredó íntegramente su diseño. Una de sus peculiaridades era que, a diferencia del modelo original italiano, y de las anteriores versiones fabricadas por SEAT hasta entonces, sólo estaba disponible con las dos carrocerías que incorporaban portón posterior (3 y 5 puertas), perdiendo la opción de contar con un maletero convencional (como en las variantes de 2 y 4 puertas). Se trataba de una remodelación del SEAT 127, adaptándolo a las nuevas tendencias estilísticas; los principales cambios radicaban en una calandra de mayores dimensiones, que incluía las nuevas ópticas cuadrangulares y los indicadores de dirección en las esquinas, y en los pilotos traseros de nuevo diseño, así como en los paragolpes y defensas laterales de grandes dimensiones elaborados en materia plástica, unas llantas de diseño inédito y con una anchura de 4,5", y los nuevos asientos, salpicadero y acabados interiores. También incorporaba en sus versiones más elaboradas (CL y Crono) la caja de cambios de cinco velocidades originaria del Fiat Ritmo. 
A las versiones L y CL equipadas con el motor de 903 cc y baja compresión, que constituyeron el grueso de las ventas, se añadía la versión deportiva Crono, que adoptaba el motor de 1.430 centímetros cúbicos y 75 CV (DIN), de origen Fiat 124, y que ya equipara a diversos modelos de la marca. Este SEAT Fura Crono, cuyas carrocerías eran pintadas exclusivamente en color rojo, plata, y negro (los dos últimos tonos metalizados) era idéntico, salvo en lo relativo al apartado mecánico, a su coetáneo el Fiat 127 Sport de 1.301 centímetros cúbicos, del que calcaba su aspecto externo e interno, y desapareció de la lista de precios en el momento en que la gama inicial dio paso al nuevo SEAT Fura Dos.

## SEAT Fura (1981-1983)

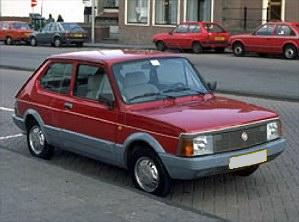
Fiat 127 Super "Terza Serie", en el cual se basó el Seat 127 Fura CL

En noviembre de 1981 el nuevo modelo había sido presentado oficialmente como "SEAT 127 Fura", el cual aún tenía los logotipos de la marca similares a los de Fiat en la calandra y las llantas, así como el anagrama trasero con la inscripción "SEAT 127" y, en las primeras unidades de la primera serie, la inscripción Fura en las aletas traseras del 3 puertas o en la puerta trasera en el 5 puertas esto. Posteriormente perdió la denominación "127", pasando a llamarse de manera oficial simplemente como "SEAT Fura". Es uno de los escasos modelos de Seat que no tiene nombre de ciudad española ("fura" en catalán significa "hurón"). A la vez, los logotipos de la marca (con un diseño común a los utilizados por Fiat hasta entonces) pasaban a tener una grafía propia. Este cambio coincidió en el tiempo con el montaje de cubiertas en medida 155/65 R 13 T en la versión Crono, en lugar de las 155/70 SR 13 que calzaba en un principio, produciendo un benéfico efecto en el automóvil al acortar de manera apreciable sus desarrollos.
Versiones
- SEAT Fura L: La versión básica, equipaba el motor de 903 cm³ y baja compresión, y caja de cambios de cuatro velocidades. Estaba disponible exclusivamente con carrocería de tres puertas.

- SEAT Fura CL: Disponía de una dotación más completa; motor 903 cm³ de baja compresión, y caja de cambios con cinco velocidades procedente del Fiat Ritmo. Disponible con configuraciones de tres o cinco puertas.[5]

- SEAT Fura Crono: Era la versión deportiva y sólo estaba disponible en carrocería de tres puertas y en 3 colores rojo, gris plata y negro, con motor de 1.438 cm³, cambio de 5 velocidades, y terminación deportiva idéntica a la del original Fiat 127 Sport de 1301 cm³. También existió un Kit de Abarth que le hacía alcanzar los 90cv.[6]

## SEAT Fura Dos (1983-1986)

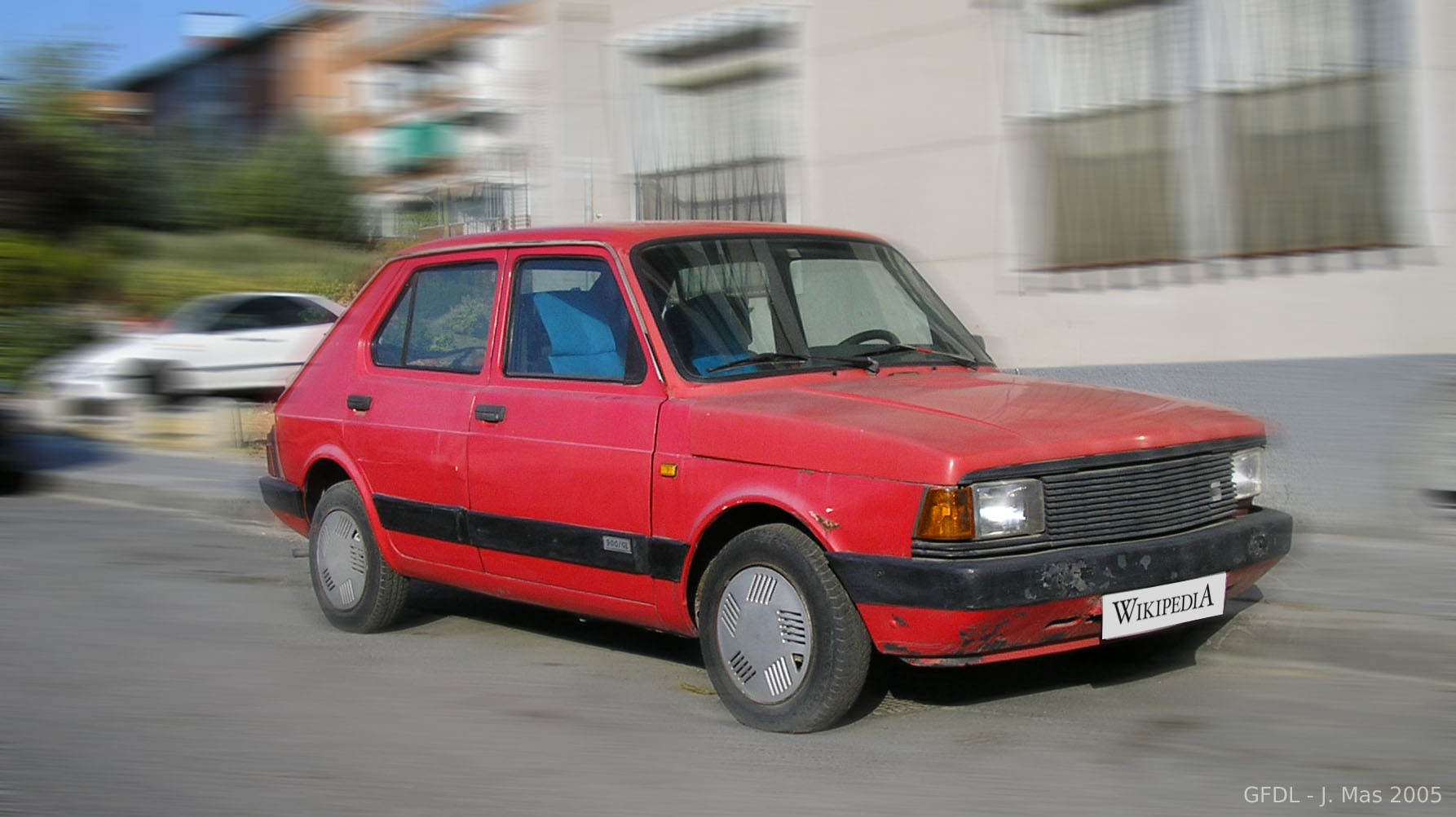
SEAT Fura Dos 900/GL, con carrocería de 5 puertas.

En 1983 finalizó totalmente el plazo de la licencia de fabricación otorgada por Fiat, y SEAT tuvo que rediseñar estéticamente el modelo, para diferenciarlo del original italiano, dando lugar al nacimiento de la segunda serie denominado como SEAT Fura Dos (éste ya más distinto al Fura inicial). Recibía un nuevo frontal con ópticas de menores dimensiones, un capó del motor y portón trasero de distinta estampación, perdía los derivabrisas en las puertas delanteras ya que aprovechaba ese hueco para los nuevos retrovisores, y adoptaba nuevas molduras laterales y llantas, inscripciones en los laterales con la palabra "DOS", decorativos en vinilo para algunas versiones especiales, entre otros detalles.
Versiones
- SEAT Fura Dos L: La versión básica, con motor de 903 cm³ y baja compresión, y caja de cambios de cuatro velocidades. Disponible con carrocerías de tres o cinco puertas.

- SEAT Fura Dos GL: Versión que disponía de una dotación más completa; motor de 903 cm³ y baja compresión, y caja de cambios con cinco velocidades. Al igual que la versión básica, estaba disponible con carrocerías de tres o cinco puertas.